# معين زهر (إب)

تعديل مصدري - تعديل

معين زهر محلة تابعة لقرية ذي سريرة، التابعة لعزلة الموية بمديرية إب إحدى مديريات محافظة إب في الجمهورية اليمنية.، بلغ تعداد سكانها 91 حسب تعداد اليمن لعام 2004.